# Thurn- und Taxis’sche Posthalterei (Mengen)

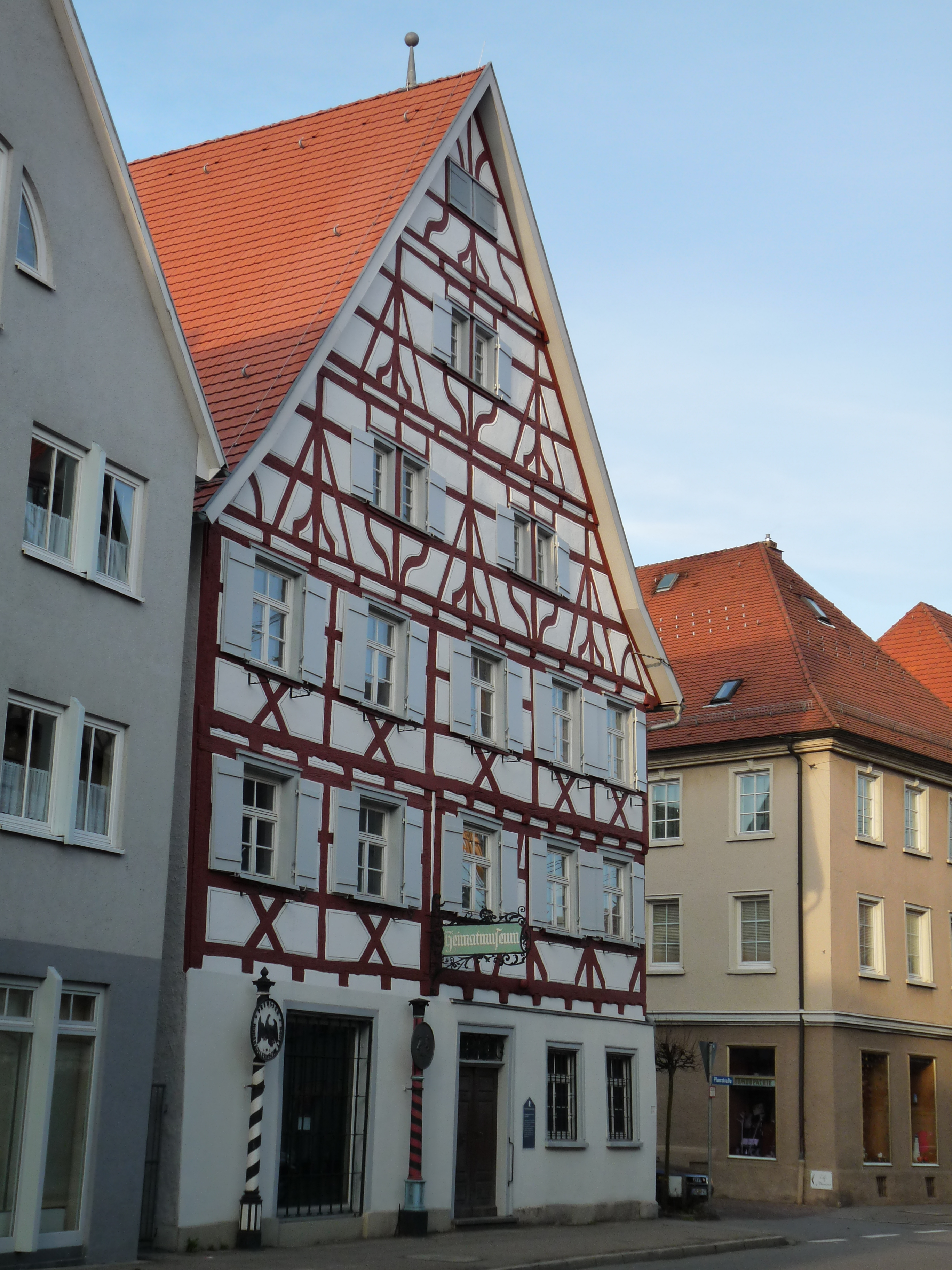
Die Thurn- und Taxis’sche Posthalterei in Mengen

Die Thurn- und Taxis’sche Posthalterei (auch: Alte Posthalterei) ist ein denkmalgeschütztes Gebäude im Zentrum der Stadt Mengen an der Ecke Hauptstraße/Pfarrstraße. Das Gebäude, das besonders durch sein schönes Fachwerk auffällt, stammt aus dem Jahre 1702.

## Geschichte
Das Haus, so wie man es heute kennt, stammt aus dem Jahre 1740. Jedoch haben dendrochronologische Untersuchungen ergeben, dass die Balken des Erd- und des ersten Obergeschosses bereits im Winter 1701 geschlagen wurden. Das Gebäude war zunächst zweigeschossig und zweigeteilt. Es beherbergte von Beginn an eine Posthalterei, außerdem die Wohnung des Posthalters und ein Gasthaus. Auch eine Kutschenremise befand sich in dem Gebäude. 1740 wurden Erd- und erstes Obergeschoss zusammengelegt und ein drittes Stockwerk sowie ein Dachboden aufgesetzt.
Eine Posthalterei muss in Mengen jedoch schon vor Erbauung des Gebäudes bestanden haben, da diese 1686 als „Posthalt der Thurn- und Taxislinie“ erwähnt wurde. Bis 1911 diente das Gebäude als Postamt.

## Gegenwart
Heute beherbergt die Alte Posthalterei das Heimatmuseum der Stadt Mengen. Das Museum zeigt neben Dokumenten und Ausstellungsstücken der Stadtgeschichte auch Skulpturen oberschwäbischer Meister aus verschiedenen Epochen sowie Werke regionaler Künstler. Unter anderem sind auch Werke Gottfried Grafs ausgestellt. Das Heimatmuseum geht auf eine Initiative Mengener Bürger zurück, die im Jahre 1889 einen Altertumsverein gründeten. Die Sammlung dieses Vereins ging 1925 in städtischen Besitz über. Nachdem viele Exponate im Zweiten Weltkrieg verloren gegangen waren, wurden 70 Prozent der heutigen Sammlung erst in den Nachkriegsjahren zusammengetragen. Die Ausstellungsfläche beträgt rund 800 m². Das Museum wurde 2012 in „Alte Posthalterei - Stadtmuseum Mengen“ umbenannt, die Renovierung des Erdgeschosses wurden zum 30. Juni 2012 abgeschlossen.
2012 untersuchte eine Architektin wissenschaftlich die Baugeschichte des Hauses in der Mengener Hauptstraße im Auftrag der Stadt Mengen in Zusammenarbeit mit dem Landesamt für Denkmalpflege. Von dieser Untersuchung erhofft sich die Stadt Mengen eine „gute Grundlage für die anstehende, umfassende Sanierung.“